# 憲政之常道
憲政之常道（／ Kensei no jōdō）是指在大日本帝國憲法下，日本曾一度運用的政黨政治中政界的慣例。
「天皇任命內閣總理大臣和各國務大臣（大命降下）時，應該把在衆議院成爲第一大黨的政黨領袖作爲內閣總理大臣進行內閣改組。另外，如果該內閣因失政而倒臺，則組閣命令應下達給第一在野黨黨首，而且在政權交替之前或之後，將舉行衆議院議員議會選舉，國民將有機會做出選擇。」
有一种理论认为它是一种公约，没有法律约束力，据说它是一种被承认为公约的「宪政慣例」。

## 背景
「憲政的常道」原本是第一次護憲運動時使用的口號，當時主要指英國式內閣制。另據悉，原敬在任總理時期曾表示：「衆議院多數派和貴族院多數派相互合作輪流執政是憲政的常道。」
但是，一般來說，「憲政的常道」是指從加藤高明內閣成立到犬養毅內閣崩潰之間確立的政黨政治慣例。針對1924年（大正13年）成爲內閣總理大臣的清浦奎吾組閣除陸軍大臣、海軍大臣、外務大臣外，其他內閣成員均由貴族院議員組成的特權內閣，憲政會、政友會、革新俱樂部三黨組成護憲三派，展開了第二次護憲運動。解散後在議會選舉中大獲全勝。元老西園寺公望看到此次選舉結果後，決定推薦此前一直迴避的憲政會總裁加藤高明爲總理大臣。因爲他們認爲，爲了政局的穩定，推舉加藤比較穩妥。加藤根據陸奧宗光的影響和自己的親身經歷，把英國和美國兩大政黨製作爲理想，並在議會選舉後由在野黨領袖組閣，在日本首次舉出了這樣的例子。作爲憲政常道確立的理由,西園寺的權威是絕對的。政治家們揣測了西園寺的意圖而行動，抑制了自己的野心和沮喪，能夠忍耐。更何況，西園寺的選擇即使與他們的野心不一致，也具有自己的說服力。
加藤內閣於1925年（大正14年）通過承諾的男子普通選舉，着手貴族院改革，但只進行了稍微裁員伯爵、子爵、男爵的貴族院互選議員、新設帝國學士院會員、增加高額納稅議員的改革，並沒有成爲輿論要求的根本性改革。
但是，該內閣的成立成爲契機後，他表示：民意將通過衆議院議員議會選舉反映出來，因此，衆議院第一大黨應成爲執政黨，組成內閣。另外，如果因內閣失敗而集體辭職，那麼如果執政黨內出現代替內閣，那將不是接受民意的內閣。既然如此，元老們根據最近選舉時應該由次席執政黨第一在野黨執政的原理，推薦內閣首腦。這就是憲政的常道。因內閣失政導致內閣集體辭職是條件，因此，如果總理身體不適或死亡導致集體辭職，執政黨接班人將被任命爲接班人。
随着这种普遍的宪政实践的确立，政友会和民政两党制也应运而生 。
但是隨着普通選舉的進行，政黨需要大量的選舉資金，結果政黨與企業界加強聯繫，引發了各種腐敗事件。隨着對「政黨政治腐敗」的批評聲日益高漲，軍隊青年軍官和國家主義團體之間打倒政黨政治的動向日益活躍。
1932年（昭和7年）以激進的海軍青年軍官爲中心，引發了5·15事件。該事件導致首相犬養毅被暗殺，政黨內閣犬養內閣垮臺，考慮到軍部的意向和對犯下罪行軍人的同情輿論，成爲政友會接班總裁的鈴木喜三郎沒有收到天皇的首相委任，退役海軍大將齋藤實成爲首相，政友會和民政黨聘請內閣成員組成舉國一致內閣。隨着以退役海軍軍人爲首的內閣的出臺，政黨內閣崩潰，憲政的常道也結束了。以此爲契機，軍部的發言權增加，社會右翼團體層出不窮，出版界也右傾化，國民對激進的國家改造運動的共識也隨之增加。

## 大日本帝国宪法下的政党內閣政黨輪替
| 成立日期                  | 内阁          | 执政党                 | 辞职原因                                             |
| ------------------------- | ------------- | ---------------------- | ---------------------------------------------------- |
| 1924年6月11日（大正13年） | 加藤高明內閣  | 憲政会                 | 首相去世                                             |
| 1926年1月30日（大正15年） | 第1次若槻内閣 | 憲政会                 | 应对昭和金融危机                                     |
| 1927年4月20日             | 田中義一内閣  | 立憲政友会             | 张作霖爆炸案处理问题                                 |
| 1929年7月2日（昭和4年）   | 浜口内閣      | 立憲民政党             | 首相身体状况因恐怖袭击受伤而恶化（实际上是首相遇刺） |
| 1931 年 4 月 14 日        | 第2次若槻内閣 | 立憲民政党             | 满洲事件处理问题                                     |
| 1931年12月13日            | 犬養内閣      | 立憲政友会             | 刺杀首相                                             |
| 沒有政黨輪替              |               |                        |                                                      |
| 1945年10月9日（昭和20年） | 幣原内閣      | 日本進歩党・日本自由党 | 大选后，反对党成为众议院第一大党。                   |
| 1946年5月22日             | 第1次吉田内閣 | 日本自由党・日本進歩党 | 大选后，在野党（日本社会党）一跃成为众议院第一大党。 |

## 日本宪法下的共同宪政方式
根據日本憲法，總理是通過國會議員的投票（因爲衆議院的優越性，實際上是衆議院議員的投票）機械性地決定，因此幾乎可以確保從比較第一大黨中選出總理的事實，但另一方面，總理被第一在野黨奪走的事情根本不是事實。
但是，在實行該制度前後的一段時期，曾有過遵守明治憲法下的慣例的事例。在1947年（昭和22年）衆議院選舉後的內閣總理大臣指名選舉中，以幾乎全票一致的方式選舉了衆議院第一大黨日本社會黨委員長片山哲。片山內閣集體辭職後，民主黨蘆田均被提名時，參議院綠風會根據「憲政常道」的理論，投了第一在野黨日本自由黨的票。蘆田內閣垮臺後，聯合國軍最高司令官總司令部（GHQ）向國民協同黨（執政黨第三黨）三木武夫提議就任總理，但三木提出憲政的常道後辭職。
1954年（昭和29年）12月，自由黨總理大臣吉田茂辭職，根據「憲政的常道」，在野黨第一大黨民主黨鳩山一郎就任總理大臣，宣佈提前解散，並於成立1個多月後的1955年1月解散。
1955年體制成立後，自由民主黨的優勢被確立，第一在野黨日本社會黨也逐漸失去了執政慾望，內閣集體辭職後，下任自由民主黨總裁不會辭去總理職務。而且投票時全票一致的慣例早已被廢除。
1993年（平成5年），隨着反自民黨聯合超過比較第一大黨自民黨的議席數，日本新黨細川護熙當選爲首相。細川護熙內閣倒臺後，其框架仍然維持不變，將新生黨（比較第三黨、執政黨第二黨）羽田孜選爲繼任者，進而無黨派人士海部俊樹（脫離自民黨）和第二在野黨村山富市爭奪繼任者（村山當選）。1955年以後，除第一黨以外，從其他政黨中選出總理的只有這3例。
「憲政的常道」有時被用作在野黨批評執政黨在政黨內進行總理職務的措辭。例如，2008年9月福田康夫內閣集體辭職時，民主黨代表小澤一郎表示：要了解憲政的常理，主張把政權讓給在野黨。如果不是這樣，那麼下一屆內閣就是選舉管理內閣，希望儘快解散並舉行議會選舉，向國民詢問信任。另外，在之後的民主黨政權中，鳩山由紀夫內閣下臺後，菅直人繼續被民主黨提名爲首腦，菅直人下臺後野田佳彥被提名爲首腦。

## 脚注
1. ↑  .   [2022-11-25]. （原始内容存档于2022-11-25）.
2. ↑  北岡伸一「政党政治確立過程における立憲同志会・憲政会(上)」1983年1月教法学21』）
3. ↑  .   [2022-11-25]. （原始内容存档于2022-11-25）.
4. ↑  奈良岡(2006: 127)
5. ↑  奈良岡(2006: 411)
6. ↑  升味(1979: 13)
7. ↑  .   [2022-11-25]. （原始内容存档于2022-11-25）.
8. ↑  .   [2022-11-25]. （原始内容存档于2022-11-25）.
9. ↑  升味(1979: 10-11)
10. ↑  升味(1979: 11)
11. ↑  .   [2022-11-25]. （原始内容存档于2022-11-25）.
12. ↑  .   [2022-11-25]. （原始内容存档于2023-04-05）.
13. ↑  近現代史研究室 『学び直す日本史〈近代編) PHP研究所 2011年3月16日、181頁
14. ↑  .   [2022-11-25]. （原始内容存档于2022-11-25）.

## 相关项目
- 政党制度
- 政黨輪替
- 桂園時代